# یونکرس یومو ۲۰۵
موتور هواپیمای جومو ۲۰۵ مشهورترین موتور هوایی دیزل بود که توسط شرکت یونکرس تولید شد. این موتور برای این ساخته شد که هواپیما بتواند با زیردریاییهای یو آلمانی در دریا سوخت رد و بدل کند.
جومو ۲۰۴ برای اولین بار در سال ۱۹۳۲ وارد خدمت شد. موتورهای بعدی از این نوع شامل جومو ۲۰۶ و جومو ۲۰۸ آزمایشی بودند که جومو ۲۰۷ در مقادیری برای هواپیماهای جاسوسی Junkers Ju 86P و -R و هواپیماهای شناسایی ۴۶ متری تولید شد. قایق پرنده با دهانه بال، شش موتوره Blohm & Voss BV 222 Wiking. هر سه این انواع در ترتیبات سکته مغزی و سوراخ و سوپرشارژ متفاوت بودند. در مجموع، بیش از ۹۰۰ عدد از این موتورها در دهه ۱۹۳۰ و در طول جنگ جهانی دوم تولید شد.

## طراحی و تولید
همه این موتورها از یک سیکل دو زمانه با ۱۲ پیستون استفاده می‌کردند که شش سیلندر مشترک داشتند، تاج پیستون به تاج پیستون در یک پیکربندی مخالف. این پیکربندی غیرمعمول به دو میل لنگ نیاز داشت، یکی در پایین بلوک سیلندر و دیگری در بالا، که با هم دنده شوند. پیستون‌ها در طول چرخه عملیاتی به سمت یکدیگر حرکت می‌کردند. دریچه ورودی در یک انتهای سیلندر و درگاه اگزوز در انتهای دیگر قرار داشتند. این باعث شد که یک پیستون به‌طور مؤثر ورودی را کنترل کند و دیگری اگزوز را کنترل کند. دو پمپ تزریق بادامک در هر سیلندر استفاده شد که هر کدام دو نازل را تغذیه می‌کردند، در مجموع برای چهار نازل در هر سیلندر.
همان‌طور که در طراحی‌های دو زمانه معمول است، جوموها از هیچ سوپاپی استفاده نمی‌کردند، بلکه از دهانه‌های ورودی و خروجی ثابتی استفاده می‌کردند که در طول ساخت خود در آستر سیلندر بریده شده بودند، که وقتی پیستون‌ها به نقطه خاصی در حرکتشان می‌رسیدند، باز می‌شدند. به‌طور معمول، چنین طرح‌هایی بازده حجمی ضعیفی دارند زیرا هر دو پورت به‌طور همزمان باز و بسته می‌شوند و عموماً در مقابل یکدیگر در سیلندر قرار دارند. این منجر به حذف ضعیف شارژ سوخته می‌شود، به همین دلیل است که دو زمانه بدون سوپاپ معمولاً دود تولید می‌کند و ناکارآمد است.
جومو این مشکل را تا حد زیادی با چیدمان هوشمندانه پورت‌ها حل کرد. درگاه ورودی در زیر پیستون «پایین» قرار داشت، در حالی که درگاه اگزوز «بالا» قرار داشت. میل لنگ پایینی ۱۱ درجه نسبت به میل لنگ بالای تأخیر داشت، به این معنی که دریچه‌های اگزوز اول باز می‌شوند و مهم‌تر از آن، ابتدا بسته می‌شوند، که امکان پاکسازی مناسب دود را فراهم می‌کند. این سیستم باعث شد که جوموهای دو زمانه مانند موتورهای چهار زمانه تمیز و کارایی داشته باشند، اما پیچیدگی بسیار کمتری داشتند.
برخی نقاط ضعف نیز در این سیستم وجود دارد؛ مثلاً، از آنجایی که پیستون‌ها همزمان بسته نمی‌شدند، موتور نمی‌توانست به نرمی کار کند. علاوه بر این، نیروی حاصل از دو میل لنگ متضاد باید به هم متصل می‌شد و وزن و پیچیدگی را اضافه می‌کرد، مشکلی که با موتورهای بلوک H مشترک بود.
در جومو، این مشکلات تا حدی با گرفتن قدرت از شفت «بالا»، تا حدودی به سمت بالا در قسمت جلویی موتور، اجتناب شد. همه لوازم جانبی مانند پمپ‌های سوخت، انژکتورها و کمپرسور جمع‌کننده از شفت پایینی کار می‌کردند، یعنی بیش از نیمی از توان آن قبلاً مصرف شده بود. آنچه که باقی مانده بود سپس به شفت بالایی که پروانه موتور را حرکت می‌داد، دنده شد.
محدودیت دیگر این بود که موتور باید حتماً عمودی نصب می‌شد. در تئوری، چیدمان صاف موتور می‌توانست به آن اجازه دهد که در بال‌های ضخیم هواپیماهای بزرگ‌تر، مانند هواپیماها و بمب‌افکن‌ها نصب شود. جزئیات سیستم حذف روغن نشان داد که این امکان وجود ندارد و موتور باید به صورت «عمودی» کار می‌کرد، همان‌طور که در تمام طرح‌هایی که از آن استفاده می‌کردند وجود داشت.
از آنجایی که دمای گازهای خروجی موتورهای دیزل جومو به‌طور قابل ملاحظه ای کمتر از دمای موتورهای کاربراتوری مشابه بود، اضافه کردن توربوشارژر برای ارتفاعات بالاتر آسانتر بود. این مورد در جومو ۲۰۷ مورد بررسی قرار گرفت که از انرژی گازهای خروجی برای افزایش قدرت در ارتفاعات استفاده می‌کرد. توربوشارژر با یک دمنده مکانیکی ترکیب شد، به طوری که توربوشارژر مرحله اول فشرده سازی و دمنده مکانیکی مرحله دوم را ایجاد می‌کند. در بار کم و راه اندازی، توربوشارژر کمکی به سوپرشارژ کردن موتور نمی‌کند، اما دمنده مکانیکی هوای کافی را برای کارکرد موتور فراهم می‌کند. با این حال، در بار بالا، توربوشارژر مقادیر کافی گاز اگزوز دریافت می‌کند، به این معنی که به تنهایی می‌تواند سوپرشارژ کافی را بدون نیاز به دمنده مکانیکی ناکارآمد ارائه دهد. اضافه شدن توربوشارژر به دمنده مکانیکی موتور را بدون افزایش قابل توجه مصرف سوخت آن قدرتمندتر کرده‌است.